# Charlotte Hagenbruch
Charlotte Amalie Marie Hagenbruch, verheiratete Dieterle (* 27. März 1896 in Chemnitz; † 20. Mai 1968 in Grabs, Schweiz) war eine deutsche Schauspielerin und Drehbuchautorin.

## Leben und Wirken
Die Tochter des Kaufmanns Friedrich Carl Otto Hagenbruch und seiner Frau Elsa geb. Seeger besuchte bis 1910 eine Höhere Töchterschule und erhielt anschließend ihre schauspielerische Ausbildung am Hoftheater Meiningen.
Nach Auftritten in Chemnitz und Nürnberg kam sie 1919 an das Deutsche Theater in Berlin, wo sie das Gretchen in Faust, Liza in Der lebende Leichnam von Tolstoi, Lulu in Frank Wedekinds Die Büchse der Pandora, Elisabeth von Valois in Don Carlos, Ophelia in Hamlet, Desdemona in Othello und Imogen in Cymbeline darstellte. Sie wirkte auch in einigen Stummfilmen mit.
Zu dieser Zeit lernte sie den Schauspieler und Regisseur Wilhelm Dieterle kennen, den sie 1921 heiratete. Sie widmete sich nun vorwiegend dessen Karriere als Filmregisseur. Im Februar 1925 gründete sie die Produktionsfirma Charha-Film GmbH. Sie verfasste zu mehreren von Dieterles frühen Regiearbeiten das Drehbuch und wirkte noch zweimal als Schauspielerin mit.
1930 wanderte sie mit ihm in die USA aus und arbeitete in Hollywood als Managerin und Beraterin ihres Ehemanns sowie als Schauspiellehrerin, die sich während der Zeit des Nationalsozialismus deutschsprachiger Emigranten annahm. Am 28. Mai 1937 wurde sie US-Staatsbürgerin. 1958 kehrte sie mit Dieterle wieder nach Europa zurück und lebte im Fürstentum Liechtenstein.
Charlotte Hagenbruch-Dieterle starb an einer Niereninsuffizienz und Kreislaufstillstand infolge eines Schenkelhalsbruches im Kantonalen Krankenhaus zu Grabs.

## Filmografie

### Schauspielerin
- 1919: Der Schicksals-Dolch
- 1920: Götzen-Dämmerung
- 1921: Opfer der Keuschheit
- 1921: Unter Räubern und Bestien
- 1922: Tingeltangel
- 1922: Die Tigerin
- 1930: Die Maske fällt
- 1931: Die heilige Flamme

### Drehbuchautorin
- 1928: Die Heilige und ihr Narr
- 1929: Ich lebe für Dich
- 1929: Frühlingsrauschen
- 1929: Das Schweigen im Walde
- 1930: Ludwig der Zweite, König von Bayern

### Filmproduzentin
- 1927: Ich habe im Mai von der Liebe geträumt
- 1927: Das Geheimnis des Abbé X